# نيل ادمون
نيل ادمون (بالإنجليزية: Neil Edmond)‏ هو ممثل بريطاني، ولد في 1970 في المملكة المتحدة.

## أعمال

### أفلام
- (2016) أليس في بلاد المرآة[1]

## وصلات خارجية
- نيل ادمون على موقع IMDb (الإنجليزية)
- نيل ادمون على موقع قاعدة بيانات الفيلم (الإنجليزية)